# Episodi di Omnibus (prima stagione)
La prima stagione della serie televisiva Omnibus è stata trasmessa in anteprima negli Stati Uniti d'America dalla CBS tra il 9 novembre 1952 e il 3 maggio 1953.
| nº | Titolo originale              | Titolo italiano | Prima TV USA     | Prima TV Italia |
| -- | ----------------------------- | --------------- | ---------------- | --------------- |
| 1  | The Trial of Anne Boleyn      |                 | 9 novembre 1952  |                 |
| 2  | Mr. Lincoln (Part 1)          |                 | 16 novembre 1952 |                 |
| 3  | The Twelve Pound Look         |                 | 23 novembre 1952 |                 |
| 4  | Mr. Lincoln: (Part 2)         |                 | 30 novembre 1952 |                 |
| 5  | The Trial of Ben Jonson       |                 | 7 dicembre 1952  |                 |
| 6  | Mr. Lincoln (Part 3)          |                 | 14 dicembre 1952 |                 |
| 7  | The Trial of Mr. Pickwick     |                 | 21 dicembre 1952 |                 |
| 8  | My Brother Henry              |                 | 28 dicembre 1952 |                 |
| 9  | The Man in the Cool Cool Moon |                 | 4 gennaio 1953   |                 |
| 10 | Mr. Lincoln (Part 4)          |                 | 11 gennaio 1953  |                 |
| 11 | Vive!                         |                 | 18 gennaio 1953  |                 |
| 12 | While the Tide Was Rising     |                 | 25 gennaio 1953  |                 |
| 13 | Die Fledermaus                |                 | 1º febbraio 1953 |                 |
| 14 | Mr. Lincoln (Part 5)          |                 | 8 febbraio 1953  |                 |
| 15 | The Oyster and the Pearl      |                 | 15 febbraio 1953 |                 |
| 16 | La Boheme                     |                 | 22 febbraio 1953 |                 |
| 17 | The Happy Journey             |                 | 1º marzo 1953    |                 |
| 18 | A Lodging for the Night       |                 | 8 marzo 1953     |                 |
| 19 | The Last Night of Don Juan    |                 | 15 marzo 1953    |                 |
| 20 | Three Maidens and the Devil   |                 | 22 marzo 1953    |                 |
| 21 | Lord Byron's Love Letter      |                 | 29 marzo 1953    |                 |
| 22 | Grandma Moses                 |                 | 5 aprile 1953    |                 |
| 23 | Toy Symphony with Stokowski   |                 | 12 aprile 1953   |                 |
| 24 | The Abracadabra Kid           |                 | 19 aprile 1953   |                 |
| 25 | A Tale of Two Cities          |                 | 26 aprile 1953   |                 |
| 26 | Arms and the Man              |                 | 3 maggio 1953    |                 |